# Жизнь среди жизни
Жизнь среди жизни — телепередача, посвященная живой природе. Первая программа Андрея Гапченко и его жены Дины Харевич. «Жизнь среди жизни» являлась одной из первых программ, посвященных животному миру на телевидении Украины. Транслировалась на многих телеканалах Украины и России. В 1999 году была удостоена премии «Золотая Эра» в номинации «Просветительская программ».